# Куль, Генрих
Генрих Куль (нем. Heinrich Kuhl, 1797—1821) — немецкий натуралист, в первую очередь зоолог.
Генрих Куль был вторым из девяти детей Иоганна Генриха Куля (1757, Марбург — 1830, Ханау) и Марии Юдифь Вальтер (1770, Ханау — 1810, Ханау). Уже в родном доме существовали контакты с многочисленными натуралистами, так у Иоганна Филиппа Ахиллеса Лейслера, собирателя и торговца естественнонаучным материалом, Куль научился таксидермии, посещая в то же время Высшую земельную школу в Ханау. Когда Лейслер умер после битвы около Ханау, Куль заботился о его коллекции до её продажи на аукционе в 1816 году, а также вёл его дела и дальнейшие исследования о местных летучих мышах. Последнее он закончил монографией, которая была впервые опубликована в 1816 году. С рядом натуралистов он состоял в переписке. Иоганн Вольфганг фон Гёте упоминает его исследования, после того, как 14 июля 1814 года посещает коллекции Общества естествознания в Ханау, где Генрих Куль был куратором.

## Учёба
В 1816 году он окончил школу и должен был сперва изучить по желанию отца юриспруденцию. Однако ввиду своих естественнонаучных талантов он выбрал медицину. Учёба в университете Гейдельберга стала его целью. Прежде чем это произошло, он познакомился с Теодурус ван Свиндерен, профессором естествознания в университете Гронингена, который предлагал ему там учёбу и оплаченное место ассистента в тамошнем Историческом музее природы. 6 ноября 1816 года Куль был зачислен в университет Гронингена. Ван Свиндерен обеспечил Генриха Куля квартирой непосредственно в музее, так что у него в любое время был доступ к коллекциям. Здесь он познакомился с Иоганом Конрадом ван Гассельтом (1797—1823), с которым он теперь вместе проводил исследования и затем публиковал. Также он предпринял исследовательские экскурсии на побережье Северного моря и на остров Роттумероог и дополнил музейную коллекцию и многочисленные коллекции в Германии препаратами из этих биотопов. Куль отличился уже в первый год в университете тем, что как и его друг ван Гассельт, он был почётным членом общества естественнонаучных исследований в Гронингене. В следующем году Генрих Куль стал почётным членом Общества естествознания и Леопольдины. Летом 1818 года Куль и ван Гассельт предприняли трёхмесячную научную поездку в Германию. Следующей зимой он был приглашён Конрадом Якобом Темминком в Музей естествознания Лейдена, чтобы классифицировать предметы коллекции.

## Экспедиция в Ост-Индию

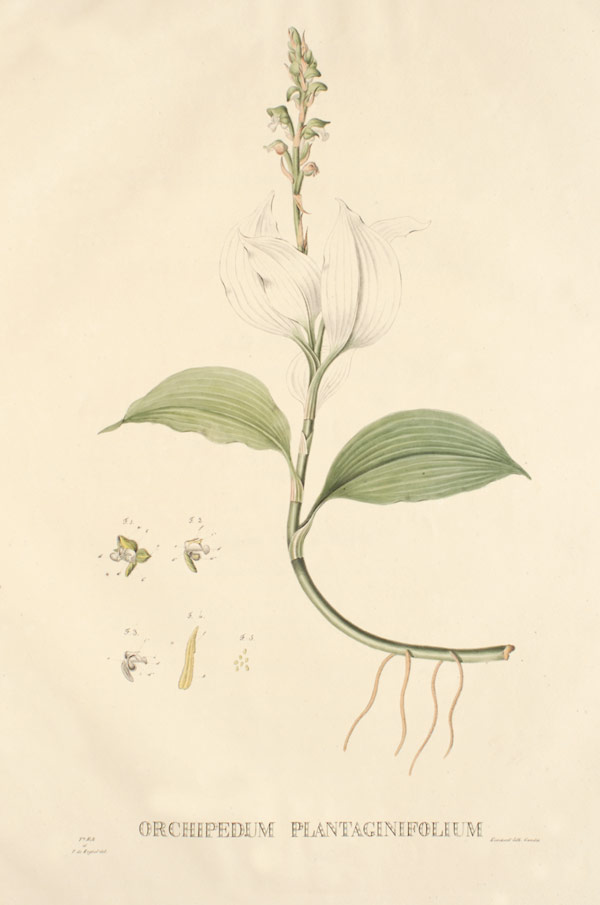
Рисунок Генриха Куля из его сочинения «Genera et species orchidearum et asclepiadearum quas in itinere per insulam Java»

Там ему пришло приглашение от нидерландского правительства предпринять научную экспедицию на Яву, тогда часть колоний голландской Ост-Индии, чтобы изучить животных острова. Предложение было связано с предшествовавшими научными командировками в Лондон и Париж, чтобы ознакомиться с тамошними коллекциями. Кроме того, он посетил коллекции в Брюсселе. В ходе подготовки к своей поездки он встречался также с имевшими опыт в тропиках натуралистами Александром фон Гумбольдтом и принцем Максимилианом Вид-Нойвидом. В 1819 году ему была присвоена учёная степень доктора наук университета Гронингена.
2 мая 1820 года Кулю и Гассельту было официально со стороны правительства поручено провести естественнонаучные исследования в голландской Ост-Индии. Заказ был рассчитан на 4-6 лет. Для снаряжения экспедиции им было предоставлено в распоряжение 4000 гульденов и обещана последующая на протяжении более 3-х лет ежегодная стипендия более 1200 гульденов, чтобы обработать результаты экспедиции. 11 июля 1820 года они поднялись на борт корабля «Нордло» (Nordloh), который должен был доставить их на Дальний Восток.
Исследователи использовали поездку, чтобы исследовать морские организмы. Они использовали 5-дневное пребывание на Мадейре, собрав примерно 1000 предметов коллекции. То же самое было предпринято во время 14-дневного пребывания в Кейптауне. В конце декабря 1820 года они достигли Батавии.
Генерал-губернатор Годерт Александр Герард Филип ван дер Капеллен разместил их в Богоре, где они могли привыкнуть к климату и распространить свою деятельность собирателей сначала на тамошнюю окрестность. Примерно через 4 месяца они начали исследовать дальше, в частности, горы к югу от города. План поездки в западную Яву, в Бантен, расстроился, так как там бушевала холера.
В музей Лейдена исследователи выслали примерно 200 скелетов и шкурок 65 видов млекопитающих, 2000 чучел птиц, 1400 рыб, 300 рептилий и амфибий, много насекомых и ракообразных.

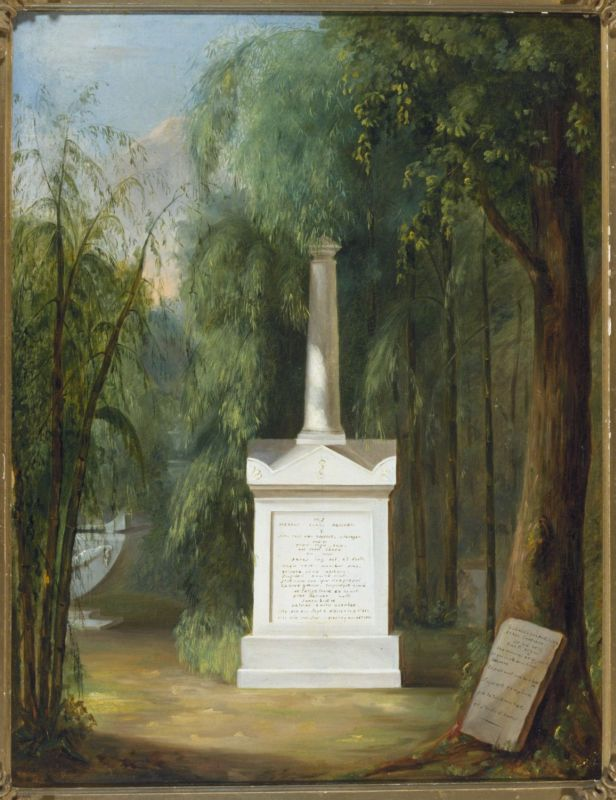
Памятник на месте погребения Г. Куля и И. ван Гассельта; арх.-худ. Антуан Пайен.

Летом 1821 года Генрих Куль заболел сначала диареей, а затем и гепатитом. 14 сентября он умер. Он был погребён в ботаническом саду Богора. Работа была продолжена Иоганом ван Гассельтом, который, однако, умер через 2 года и был погребён рядом со своим другом.

## Эпонимы
Многие виды животных получили научное название в честь Генриха Куля.
- Род (Kuhlia) рыб отряда окунеобразных.
- Рубиновый лори-отшельник (Vini kuhlii)
- Средиземный нетопырь (Pipistrellus kuhlii)
- Олень Куля (Axis kuhlii)
- Игрунка Куля (Callithrix kuhlii)
- Индо-малайский лопастехвостый геккон (Ptychozoon kuhli)
- Акантофтальмус Кюля (Pangio kuhlii)